# Ho Iat-seng
Ho Iat-seng (賀一誠S; Macao, 12 giugno 1957) è un politico macaense.